# Centaurea hyssopifolia
Centaurea hyssopifolia es una planta herbácea  anual de la familia de las asteráceas. Es originaria de España.

## Descripción
Es una especie que alcanza un tamaño de hasta 30 cm de altura. Forma matas redondeadas, compactas, tomentosas, con numerosas ramas floríferas que nacen desde la base y son erectas. Tiene hojas linear lanceoladas, alargadas, sentadas, pulverulentas, terminadas en un pequeño mucrón, verde blanquecinas. Los capítulos se agrupan en corimbos.  Las flores del capítulo son rosas, las interiores más blanquecinas que las del exterior. Florece de mayo a julio,  

## Hábitat
Es un endemismo de la zona central de España, propio de las zonas yesíferas de la Alcarria y la Sagra. Solo vive sobre estepas de yesos, tanto en suelos de costra dura como sacaroideos o cristalinos y en las margas yesíferas. Aparece tanto en los matorrales de las etapas pioneras, colonizando cultivos abandonados sobre margas como en los salviares, coscojares, encinares, pinares o quejigares de las etapas más maduras que crecen sobre suelos ricos en sulfatos.

## Taxonomía
Centaurea hyssopifolia fue descrita por  Martin Vahl y publicada en Symbolae Botanicae, . . . 1: 75. 1790.
Etimología
Centaurea: nombre genérico que procede del griego kentauros, hombres-caballos que conocían las propiedades de las plantas medicinales.
hyssopifolia: epíteto latino que significa "con las hojas de Hyssopus".
Sinonimia
- Centaurea punctata Dufour
- Jacea hyssopifolia (Vahl) Holub	[4]

## Nombres comunes
- Castellano: amarguera, cardo seco, escobajo de Henares, ramoncillo a tres.[5]